# آگریپا پوستوموس
مارکوس آگریپا پوستوموس (۱۲ پیش از میلاد – اوت ۱۴ میلادی) که بعدتر آگریپا ژولیوس سزار نام گرفت، اشراف‌زاده رومی بود که کوچکترین پسر مارکوس ویپسانیوس آگریپا و ژولیای بزرگ، دختر و تنها فرزند بیولوژیکی امپراتور روم، آگوستوس بود. آگوستوس در ابتدا پوستوموس را جانشینی بالقوه در نظر گرفت و رسماً او را به عنوان وارث خود پذیرفت اما وی را در سال ۶ میلادی به خاطر «ذات حیوان‌صفت» (ferocia) او از رم تبعید کرد. در عمل (گرچه نه در قانون) این کار فرزندخواندگی وی را لغو کرد و تقریباً جایگاه تیبریوس را به عنوان تنها وارث آگوستوس تضمین کرد. پوستوموس در نهایت توسط نگهبانان خود کمی پس از مرگ آگوستوس در سال ۱۴ میلادی اعدام شد.
پوستوموس عضو دودمان ژولیو کلودین، نخستین خانواده سلطنتی امپراتوری روم بود. پدربزرگ و مادربزرگ مادری وی آگوستوس و اسکریبونیا (همسر آگوستوس)‏، همسر دوم آگوستوس بودند. او همچنین دایی امپراتور کالیگولا بود که پسر خواهر پوستوموس، آگریپینای بزرگ بود و نیز دایی مادر نرون بود که مادرش، آگریپینای کوچک، خواهر کالیگولا بود. 